# Samuela Kautoga
Samuela Ibo Kautoga (1987. május 21. –) Fidzsi-szigeteki válogatott labdarúgó, aki jelenleg a Ba FC játékosa.

## Sikerei, díjai
- Labasa FC
  - Fidzsi-szigeteki bajnok: 2007
- Hekari United
  - Pápua új-guineai bajnok: 2011–12
- Amicale FC
  - Port Vila Premier League győztes: 2011–12, 2012–13, 2013–14, 2014–15
  - VFF National Super League győztes: 2011, 2012, 2015
- Ba FC
  - Fidzsi-szigeteki bajnok: 2016